# Casanova Lerrone
Casanova Lerrone – miejscowość i gmina we Włoszech, w regionie Liguria, w prowincji Savona.
Według danych na rok 2004 gminę zamieszkuje 765 osób, 31,9 os./km².